# Moteur Alfa Romeo 24 HP
Le moteur Alfa Romeo 24 HP est un moteur d'avion à essence comprenant six cylindres en ligne, réalisé par la société italienne ALFA, avant que sa raison sociale devienne Alfa Romeo en 1918. Ce moteur a été conçu et testé en 1910.

## Contexte historique
En 1909, la Società Italiana Automobili Darracq est abandonnée à son triste sort par son créateur, Alexandre Darracq, qui après une gestion pitoyable de la société, la déclare en faillite moins de trois ans après sa création alors que l'automobile est en plein essor.
L'entreprise est officiellement reprise le 24 juin 1910 par des industriels italiens qui recrutent l'ingénieur Giuseppe Merosi qui conçoit la première automobile de la marque, l'Alfa 24 HP.
À cette époque, l'aviation était une activité nouvelle et voulait s'affirmer. Pour cela, le but premier des spécialistes italiens était de pouvoir franchir les Alpes, celui des Français était de traverser la Manche. L'objectif était très ambitieux car l'altitude compliquait grandement les choses.
Les ingénieurs italiens Santoni, un proche collaborateur de Giuseppe Merosi, ingénieur en chef chez ALFA (future Alfa Romeo) et Nino Franchini, essayeur de voitures de course et pilote d'essai chez ALFA décident de transformer le moteur destiné à équiper le nouveau modèle automobile pour équiper un avion biplan.

## Histoire
La nouvelle direction de la firme milanaise, à peine informée de l'ambitieux projet de ses personnels décide de mettre à leur disposition un local et de financer le projet. Elle leur fournira un des premiers exemplaires du moteur 24 HP qui avait été homologué pour la nouvelle voiture et participa à la construction de l'avion biplan Santoni-Franchini qui fut équipé du moteur Alfa 24 HP.
L'avion pris les airs le 15 novembre 1910 depuis la place d'Armes près de Milan. Après avoir fait homologuer cet exploit, l'avion servit d'avion école à l'aérodrome de Taliedo.
Le moteur Alfa È stato il primo motore aeronautico pr HP sera le premier moteur d'avion produit par le constructeur italien qui ne tardera pas à être baptisé « Biscione ».